# Claude Buchon
Claude Buchon (Saint-Brieuc, Costes del Nord, 9 de febrer de 1949 - 23 juny 2024) va ser un ciclista francès que es dedicà al ciclisme en pista. Com amateur va participar en els Jocs Olímpics de 1976. Va guanyar una medalla de bronze al Campionat del món de Persecució per equips de 1969.

## Palmarès
- 1971
  - 1r a la París-Évreux